# Lynn Appelle
Lynn Appelle (* 1967 in New York City, New York) ist eine US-amerikanische Filmproduzentin, die 2002 mit einem Oscar ausgezeichnet wurde.

## Karriere
Appelle begann 1992 im Filmgeschäft als Kameraassistentin und arbeitet so bei dem Film Double Threat – Tödliches Verlangen mit. Für den Kurzfilm Hidden Child aus dem Jahr 1999 war sie als Produktionsmanagerin verantwortlich. Als Filmproduzentin wirkte sie das erste Mal 1997 bei dem Kurzfilm The Shop Below the Busy Road mit. 2002 wurde sie einem größeren Publikum bekannt, da sie für ihre Mitwirkung bei Thoth bei der Oscarverleihung 2002 einen Oscar in der Kategorie Bester Dokumentar-Kurzfilm, gemeinsam mit Sarah Kernochan, erhielt. Sie wirkte zudem auch bei den Filmen Ein fast perfektes Verbrechen mit Milla Jovovich, Still Alice – Mein Leben ohne Gestern mit Julianne Moore, die für ihre Leistung einen Oscar erhielt, und Rob the Mob – Mafia ausrauben für Anfänger mit.

## Filmografie (Auswahl)
- 1997: The Shop Below the Busy Road (Kurzfilm)
- 2001: Thoth (Dokumentarkurzfilm)
- 2011: Ein fast perfektes Verbrechen (Bringing Up Bobby)
- 2014: Still Alice – Mein Leben ohne Gestern (Still Alice)
- 2014: Rob the Mob – Mafia ausrauben für Anfänger (Rob the Mob)